# Proctor (Vermont)
Proctor és una població dels Estats Units a l'estat de Vermont. Segons el cens del 2000 tenia 1.877 habitants.

## Demografia
Segons el cens del 2000, Proctor tenia 1.877 habitants, 756 habitatges, i 530 famílies. La densitat de població era de 95,9 habitants per km².
Dels 756 habitatges en un 33,6% hi vivien nens de menys de 18 anys, en un 55,3% hi vivien parelles casades, en un 12% dones solteres, i en un 29,8% no eren unitats familiars. En el 24,9% dels habitatges hi vivien persones soles el 13% de les quals corresponia a persones de 65 anys o més que vivien soles. El nombre mitjà de persones vivint en cada habitatge era de 2,48 i el nombre mitjà de persones que vivien en cada família era de 2,94.
Per edats la població es repartia de la següent manera: un 26,2% tenia menys de 18 anys, un 5,1% entre 18 i 24, un 28,6% entre 25 i 44, un 23,6% de 45 a 60 i un 16,6% 65 anys o més.
L'edat mediana era de 39 anys. Per cada 100 dones de 18 o més anys hi havia 83,8 homes.
La renda mediana per habitatge era de 39.773 $ i la renda mediana per família de 45.625 $. Els homes tenien una renda mediana de 33.214 $ mentre que les dones 25.197 $. La renda per capita de la població era de 18.214 $. Entorn del 6,8% de les famílies i el 9,2% de la població estaven per davall del llindar de pobresa.